# Vaux-Saint-Sulpice
Vaux-Saint-Sulpice era una comuna francesa que estaba situada en el departamento de Ain, de la región de Auvernia-Ródano-Alpes, que entre 1806 y 1820 pasó a formar parte de la comuna de Cormaranche-en-Bugey.

## Demografía
| Gráfica de evolución demográfica de Vaux-Saint-Sulpice entre 1793 y 1806 |
|                                                                          |

Los datos demográficos contemplados en este gráfico se han cogido de la página francesa EHESS/Cassini.